# Vattenlek

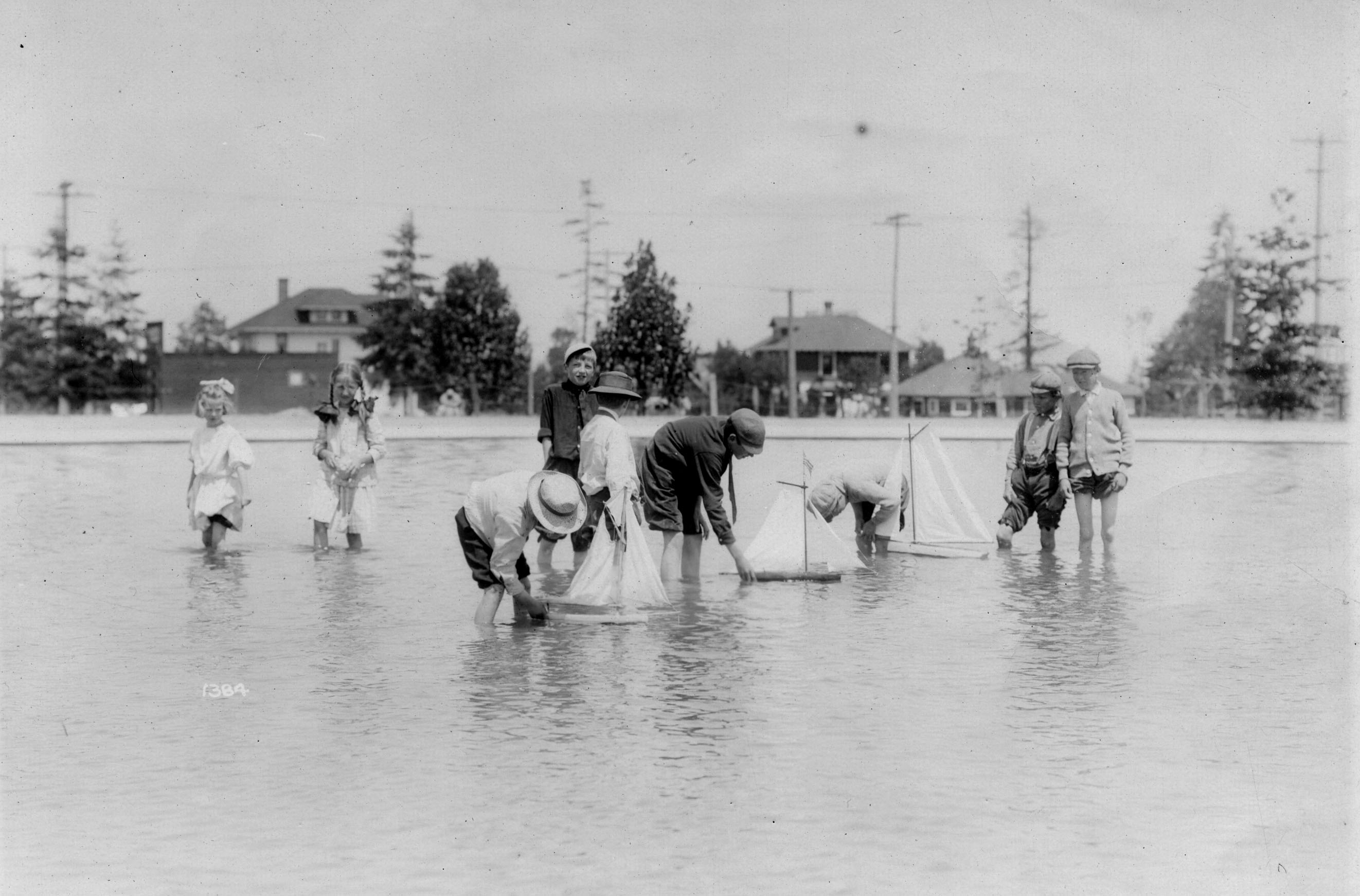

Vattenlek är ett samlingsnamn för allt som har med lek och vatten att göra, som bassänger, plaskdammar, lekplatser med vatten, badleksaker och lekar med vatten som vattenkrig. Sådant som hör till exempelvis simning och simundervisning brukar inte räknas dit. I simhallar kan det finnas särskilda bassänger avsedda för vattenlek. I förskolor i Sverige kan vattenlek vara en del av utomhusmiljön och utelek.